# Gran Premio Città di Rio Saliceto e Correggio 2000
Il Gran Premio Città di Rio Saliceto e Correggio 2000, settima edizione della corsa, si svolse il 22 luglio 2000 su un percorso di 166 km. La vittoria fu appannaggio dell'italiano Eddy Serri, che completò il percorso in 3h56'00", precedendo i connazionali Fabrizio Guidi ed Alessandro Cortinovis.

## Ordine d'arrivo (Top 10)
| Pos. | Corridore              | Squadra                         | Tempo    |
| ---- | ---------------------- | ------------------------------- | -------- |
| 1    | Eddy Serri             | Alexia Alluminio                | 3h56'00" |
| 2    | Fabrizio Guidi         | La Française des Jeux           | s.t.     |
| 3    | Alessandro Cortinovis  | Team Colpack-Astro              | s.t.     |
| 4    | Russell Van Hout       | Aguardiente Néctar-Selle Italia | s.t.     |
| 5    | Andrea Tafi            | Mapei-Quick Step                | s.t.     |
| 6    | Marco Antonio Di Renzo | Cantina Tollo-Regain            | s.t.     |
| 7    | Thomas Leaper          | Ceramica Panaria-Gaerne         | s.t.     |
| 8    | Danny Pate             | Saeco                           | s.t.     |
| 9    | Jaŭhen Senjuškin       | Ceramica Panaria-Gaerne         | s.t.     |
| 10   | Tupak Casnedi          | KRKA-Telekom Slovenije          | s.t.     |